# Sancho Méndez de Leyva
Sancho Méndez de Leyva foi Vice-rei de Navarra. Exerceu o vice-reinado de Navarra entre 1575 e 1579. Antes dele o cargo foi exercido por Vespasiano I Gonzaga. Seguiu-se-lhe Francisco Hurtado de Mendonça.